# Le Grand Rôle
Pour plus de détails, voir Fiche technique et Distribution.
Le Grand Rôle est un film franco-belge réalisé par Steve Suissa, sorti le 13 octobre 2004.

## Synopsis
À bientôt 40 ans, Maurice Kurtz ne s'est encore pas réalisé dans son métier de comédien. Il aime passionnément sa femme, Perla, employée dans la boutique de confection de M. Silberman, et passe beaucoup de temps avec ses copains Simon, Samy, Elie et Edouard, juifs et acteurs comme lui, qui partagent ses galères professionnelles. Un jour, leur agent, Benny Schwarz, leur apprend que le célèbre metteur en scène américain Rudolph Grichenberg s'apprête à tourner à Paris une version en yiddish du « Marchand de Venise », de Shakespeare, et qu'il est à la recherche de son acteur principal. Les cinq compères se présentent au casting, où Maurice retient l'attention de Grichenberg...

## Fiche technique
- Titre : Le Grand Rôle
- Réalisation : Steve Suissa
- Scénario : Steve Suissa, Sophie Tepper et Daniel Cohen d'après le roman éponyme de Daniel Goldenberg
- Assistant réalisateur : Dominique Henry
- Musique : David Marouani
- Photographie : Christophe Offenstein et Guillaume Schiffman
- Son : Sophie Laloy et Alex Goose
- Montage : Monica Coleman
- Costumes : Aline Dupays
- Coiffures : Ariane Chassaigne
- Décors : Eric Barboza
- Photographe de plateau : Laurent Chardon et David Koskas
- Script-girl : Laurence Couturier
- Régisseur : Julien Bouley
- Pays d'origine :  France -  Belgique
- Production : Sophie Tepper, Jean-Lou Tepper et Steve Suissa
- Sociétés de production : Egérie Productions et Les Films de l'Espoir
- Format : couleur - 35 mm
- Durée : 89 minutes
- Date de sortie : 13 octobre 2004.

## Distribution
- Stéphane Freiss : Maurice Kurtz
- Bérénice Bejo : Perla Kurtz
- Peter Coyote : Rudolph Grichenberg
- François Berléand : Benny Schwarz
- Lionel Abelanski : Simon Laufer
- Olivier Sitruk : Sami Rebbot
- Esther Gorintin : La grand-mère Simon
- Laurent Bateau : Eli Weill
- Rufus : Monsieur Silberman
- Clément Sibony : Benoît
- Adriana Santini : la grande blonde
- Steve Suissa : Doron
- Stéphan Guérin-Tillié : Edouard
- Mickaël Sabah : Ben
- Olivia Sabah : La voix radio
- Smadi Wolfman : Sarah
- Valérie Benguigui : Viviane
- Gérard Caillaud : le metteur en scène
- Audrey Azoulay : l'assistante du metteur en scène[1]
- Danièle Denie : Mme Silberman

## Autour du film
Le réalisateur fait une apparition dans le rôle du petit ami de la sœur de Perla.